# AT-AT
AT-AT (także: imperial walker, pełna nazwa: all terrain armored transporter – uniwersalny lądowy transporter opancerzony) – fikcyjny pojazd bojowy z uniwersum „Gwiezdnych wojen”, używany głównie przez siły Imperium Galaktycznego.

## Opis
To potężna maszyna krocząca o wysokości 22,5 m. Służy do transportu piechoty, skuterów repulsorowych oraz niszczenia celów naziemnych.
AT-AT jest uzbrojony w dwa ciężkie działa laserowe pod kabiną oraz w dwa lekkie po obu stronach kabiny dowodzenia. Gruby pancerz chroni przed wszelką bronią energetyczną z wyjątkiem ciężkich turbolaserów. Słabym punktem konstrukcji są nogi. Ich zniszczenie lub oplątanie kablem skutkuje utratą stabilności i upadkiem. 
Oprócz pięcioosobowej załogi maszyna transportuje w umieszczonej w korpusie ładowni do czterdziestu szturmowców. Mogą oni szybko przystąpić do walki wykorzystując liny zjazdowe z umocowanymi uprzężami. Dodatkowo pojazd przechowuje pięć skuterów repulsorowych.
Po raz pierwszy AT-AT pojawiły się w chronologicznie piątej części sagi (a nakręconej jako drugiej) – Gwiezdne wojny: część V – Imperium kontratakuje, podczas sceny ukazującej bitwę o Hoth.